# Автошлях E578
Європейський шлях E 578 — європейська дорога B класу в Румунії, що з'єднує міста Шієу-Мегеруш і Кікіш.

## Розв'язки трас та Е-дороги
- Румунія (на спільних вивісках  DN15A та  DN15 та  DN12)
  - Шієу-Мегеруш:  E58
  - Кікіш:  E574